# Ссылка в Уфу
Ссылка в Уфу — наказание в Русском царстве, Российской империи и СССР, заключавшееся в насильственном переселении человека на жительство в Уфу.

## История
В связи с былой неразвитостью транспорта и связи, отдаленностью от столиц России город Уфа и Башкирский край с начала XVII века служили местом ссылок. В Уфу отправляли на службу дворян, штрафованных солдат и офицеров, ссылали виновных и невинно оговоренных. Часто это были образованные и культурные люди, «уголовников» в Уфу почти не ссылали.
Уфимская ссылка не была пожизненной. В числе первых в 1601 году в Уфу за воровство был сослан воевода города Еренска А. И. Репнин, проживший там два года. В 1602 г. из пелымской тюрьмы отправлены в Уфу Романов, Иван Никитич (дядя будущего царя) и Василий Романов. В 1605 году в Уфу воеводой был сослан Никита Васильевич Годунов, проживший здесь 6 лет.
В конце XVII в. в Уфу была сослана вся родня участника заговора против царя Петра I думного дьяка Шакловитого.
В числе первых ссыльных в Уфе были и поляки, сосланные после третьего раздела Речи Посполитой в конце XVIII века.
После подавления восстаний в 1772 года в Уфу было сослано больше 250 человек.
В XIX веке в Уфу отправляли в изгнание офицеров, чиновников, студентов и солдат из числа декабристов, петрашевцев, участников польского восстания 1830—1831 годов, участников восстания Семеновского полка в 1831—1863 годах (связанные с польскими волнениями). Военнопленные французы капитан Клиор-Мартин Тестард и подпоручики Ян Валюзио, Бартоломей Клиод и Клауд Пикардо попали в Уфу в сентябре 1813 года после наказания за то, что бежали домой из Минска.
В 1817—1821 году в край, включая Уфу, сосланы по приговорам военных судов из Новгородской, Курской и Харьковской губерний 20 офицеров и гражданских чиновников, принимавших участие в волнениях военных поселенцев; 261 военный поселенец из числа «зачинщиков» Чугуевского восстания; 276 солдат — участников восстания Семеновского полка. Харьковский городской голова Алексей Михайлович Рудаков в середине XIX века был выслан в Уфу за свою непокорность — конфликтовал местным генерал-губернатором.
Число политических ссыльных в Уфе увеличилось с конца 19 века. В Уфе отбывали ссылку народовольцы О. В. Аптекман, С. Я. Елпатьевский, П. И. Кларк.
На рубеже 19-20 веков в Уфу были высланы из С.-Петербурга и Москвы участники рабочего и социал-демократического движения. В 1897 году в Уфу был выслан А. Д. Цюрупа, организовавший социал-демократический кружок, куда входили ссыльные студенты Санкт-Петербургского и Киевского университетов В. Н. Крохмаль, С. Н. Салтыков, члены студенческого социал-демократического кружка в Казани К. К. Газенбуш, высланные за революционную работу в Санкт-Петербурге, А. И. Свидерский, О. И. Чачина и др. В ссылке в Уфе находилась Н. К. Крупская (1900). Н. К. Крупскую приговорили к трехлетней ссылке в Уфу за революционную деятельность. В Уфе был создан опорный пункт газеты «Искра», установлена постоянная связь с Лениным, которому посылались письма деньги на издание газеты. В Уфе Н. К. Крупская жила и работала в доме по улице Кирова.
Валентинов, Николай Владиславович — русский публицист, философ, экономист был сослан в Уфу за революционную социал-демократическую деятельность в начале XX века.
После Октябрьской революции БАССР вновь стала местом ссылок. В Уфе отбывали ссылку лидер левых эсеров М. А. Спиридонова, работавшая в Уфе консультантом-экономистом в Башкирская республиканской конторе Государственного банка СССР, ныне Национального банка РБ, академик М. К. Любавский (обвинен в антисоветском заговоре по «академическому делу» — «делу академика Платонова», в ссылке на 5 лет), профессор БГУ И. С. Киссельгоф. Злобин, Павел Владимирович в 1923 гобу был обвинен в антисоветской деятельности, принадлежности к партии эсеров и выслан на 2 года в Уфу.
С 1934 года в Уфе был в ссылке писатель Анатолий Рыбаков. Здесь он работал инженером на одном из автопредприятий.
Художник Парижской академической живописи Ваган Шакарян прошел ссылку в Уфе, за то, что родился в Турции, жил в Болгарии, учился в Париже.
В 1935 года в Уфу ссылались ни в чем не повинные ленинградцы с семьями в результате массовых репрессий, последовавших после убийства члена Политбюро ЦК ВКП(б), первого секретаря горкома партии Сергея Кирова по специальному циркуляру НКВД СССР от 27 февраля 1935 года «О выселении из Ленинграда и пригородов контрреволюционных элементов».
30 июля 1940 года в Уфу под надзор КГБ СССР был отправлен смещеный с должности президента буржуазной Эстонии Константина Пятса со своей семьей (с сыном, невесткой и двумя внуками).
В годы 1 и 2 мировых войн в Уфу ссылались этнические немцы. Так в 1915 году Пауль Тиман, как этнический немец был сослан в Уфу. Со второй половины Великой Отечественной войны в Уфе находились в плену немцы и венгры. Пленные работали в городе Черниковске (ныне уфимский микрорайон) на стройках, заводах, на добыче кирпичной глины.
В 1944 году в Уфу были привезены из Крыма по железной дороге депортированные греки-понтийцы и болгары. Здесь они работали на нефтехимических заводах города.